# Ronen Rubinstein
Ronen Rubinstein (pronunciación en inglés: /'ɹu:bɪnstaɪn/; Rejovot, Israel, 7 de noviembre de 1993) es un actor, escritor, director, ambientalista y activista estadounidense, conocido por sus papeles como Nathan en la serie de Netflix Orange Is the New Black y como T.K. Strand en la serie de Fox 9-1-1: Lone Star creada por Ryan Murphy.

## Primeros años y educación
Rubinstein nació en Rejovot (Israel), hijo de emigrantes ruso-judíos de la República Socialista Soviética de Kazajistán, parte de la Unión Soviética. Cuando tenía cinco años, se mudó con sus padres y su hermana mayor a los Estados Unidos, donde creció en el distrito de Staten Island de la ciudad de Nueva York. En una entrevista, Rubinstein dijo que se sentía como un forastero al crecer como inmigrante, tomar clases de inglés como tercer idioma y tener dificultades para adaptarse a la cultura estadounidense.
Comenzó a actuar en su segundo año de secundaria cuando su consejero le sugirió que probara el teatro como una forma de terapia y escapar de la epidemia de opioides en su vecindario. Trabajó brevemente como asistente dental en el consultorio dental de su padre, pero decidió no seguir sus pasos y convertirse en médico. Después de asistir a New Dorp High School, decidió seguir una carrera como actor y se graduó en la Escuela de Cine de Nueva York.

## Activismo
Rubinstein es un superviviente del huracán Sandy, lo que lo llevó a convertirse en un activista climático y defensor de la sostenibilidad. En julio de 2020, describió que el huracán causó devastación en todo su vecindario en Staten Island, destruyendo la casa de su familia y todo lo que había dentro. Sin ningún lugar donde vivir, se quedó en la casa de un amigo y la Cruz Roja le proporcionó alimentos y ropa. El huracán mató a 24 de sus vecinos.
Rubinstein, que tenía dieciocho años en ese momento, ha declarado que su carrera como actor "coincidirá con intentar salvar el planeta". Hizo su "misión" crear conciencia sobre la urgencia de los problemas ambientales,  promoviendo una vida sostenible y utilizando su plataforma y publicidad para educar al público. Ha llamado la atención por sus elecciones de moda vintage y sostenible, de las cuales ha declarado que está tratando de ser "lo más ecológico posible", y ha elogiado a Stella McCartney e Yves Saint Laurent por reconocer la importancia de la sostenibilidad en la moda.
Es embajador de The Ocean Cleanup, una organización de ingeniería sin fines de lucro que desarrolla un dispositivo gigante en forma de C para purgar los océanos del mundo de desechos plásticos. También es embajador del Project Zero, un movimiento global para proteger y restaurar el océano, y marchó con los manifestantes en las huelgas climáticas de septiembre de 2019, la mayor protesta climática global en la historia del mundo. También ha apoyado a la Fundación Leonardo DiCaprio. En abril de 2020, fue uno de los activistas ambientales que participó en Earth Day Live, una movilización climática de tres días que se transmitió en línea en medio de la pandemia de COVID-19. En su segmento, destacó la importancia de la transición de los combustibles fósiles a las energías limpias mediante el cambio a vehículos eléctricos de celda de combustible de cero emisiones, que funcionan con hidrógeno y solo omiten agua y calor.

## Vida personal
En 2022 se casó con la actriz Jessica Parker Kennedy con quien llevaba saliendo desde 2017.
Su idioma nativo es el ruso, mientras que el hebreo y el inglés son su segundo y tercer idioma.
El actor es un entusiasta del aire libre. Ha jugado baloncesto desde que era un niño  y ha nombrado a Kobe Bryant como su mayor ídolo, modelo a seguir y "la primera cosa estadounidense" que supo después de mudarse a los Estados Unidos desde Israel. 
En marzo de 2020, respaldó a Bernie Sanders en la carrera presidencial demócrata.
Es judío cultural y étnicamente, pero no es religioso.
Ronen declaró en algunas entrevistas que gracias a su papel y a su compañero en la serie 9-1-1: Lone Star fue una gran ayuda para hablar sobre su sexualidad. En abril de 2021 se declaró bisexual en una entrevista con Variety. Él dijo: «Lo más importante para mí es de dónde vengo, es como si las personas como yo y las personas que se han identificado como bisexuales o gays o como cualquier parte de la comunidad, simplemente no son bienvenidos. Es tan brutalmente honesto como eso», dice: «O te enfrentaste a cantidades insanas de blasfemias, como si la palabra con F fuera lanzada todo el tiempo o te patearían el trasero si fueras gay. Así que definitivamente tenía miedo de aceptar cómo me sentía. Definitivamente fui más consciente de ello en la escuela secundaria. Era consciente de mis sentimientos y de cómo comencé a mirar a los hombres, pero no podía hablar con nadie al respecto».

## Filmografía

### Cine
| Año  | Título                     | Rol             | Notas                      |
| ---- | -------------------------- | --------------- | -------------------------- |
| 2011 | Detachment                 | Gangsta         |                            |
| 2011 | Katya                      | Insurgente 2    | Cortometraje               |
| 2012 | A Promise Is a Promise     | John            |                            |
| 2013 | It Felt Like Love          | Sammy           |                            |
| 2013 | Something In the Way       | James Manning   | Escritor, director, editor |
| 2014 | Jamie Marks Is Dead        | Ronnie          |                            |
| 2015 | Condemned                  | Dante           |                            |
| 2015 | Some Kind of Hate          | Lincoln Taggert |                            |
| 2017 | Smartass                   | Nick            |                            |
| 2017 | West of Time               | Son             | Cortometraje               |
| 2018 | Dude                       | Mike            |                            |
| 2018 | Tyler Shields: Provocateur | El mismo        | Documental                 |
| 2019 | Less Than Zero             | Trent           |                            |
| 2019 | Bushwick Beats             | Benny           |                            |
| 2020 | No Escape                  | Alexei Koslov   | Como "Follow Me"           |
| 2020 | Smiley Face Killers        | Jake Graham     |                            |

### Televisión
| Año       | Título                  | Rol                       | Notas                                          |
| --------- | ----------------------- | ------------------------- | ---------------------------------------------- |
| 2015      | Orange Is the New Black | Nathan                    | Temporada 3                                    |
| 2016      | Dead of Summer          | Alex Powell               | 10 episodios                                   |
| 2020–2025 | 9-1-1: Lone Star        | Tyler Kennedy "TK" Strand | Elenco Principal (Temporada 1-5); 72 episodios |
| 2021      | American Horror Stories | Matt Webb                 | Episodio: "Ba'al"                              |

### Vídeos musicales
| Año  | Título     | Papel | Intérprete | Ref. |
| ---- | ---------- | ----- | ---------- | ---- |
| 2017 | "Broke AF" | novio | CeCe       |      |